# Bowes (rivier)
De Bowes is een rivier in de regio Mid West in West-Australië.
Ontdekkingsreiziger George Grey ontdekte de rivier op 6 april 1839 en noemde ze de Bowes. Waarom hij de rivier zo noemde is niet bekend.
De Bowes ontstaat ongeveer 15 kilometer ten noordoosten van Northampton. De rivier stroomt vervolgens een vijftigtal kilometer in zuidwestelijke richting en mondt nabij het kustplaatsje Horrocks in de Indische Oceaan uit.
De rivier wordt onder meer gevoed door de waterlopen 'Nokanena Brook' en 'Sandy Gully'.